# Pomnik św. Jana Nepomucena w Suchej Górnej
Pomnik św. Jana Nepomucena w Suchej Górnej – pomnik w Suchej Górnej ufundowany przez Josefa Troyana w roku 1843. Głowa posągu otaczona aureolą z pięcioma gwiazdami oraz trzymany w ręku krucyfiks to najbardziej charakterystyczne atrybuty św. Jana Nepomucena, które nawiązują do męczeńskiej śmierci i zrzucenia zwłok świętego z mostu Karola do Wełtawy.

Zabytkowa rzeźba św. Jana Nepomucena znajduje się na ul. Sportovní.  Na postumencie znajduje się napis:
"Josef Troyan tu Statuy wistawil
Ke czti a chwale Boži

w Roku 1843."

## Fundacja figury
Powód ufundowania przez Troyana nie jest do końca znany. Wedle legendy fundator (który był garncarzem mieszkającym  w Suchej Górnej) był straszony w nocy trzaskaniem garnków, co spowodowało, że rodzina garncarza wyprowadziła się po pewnym czasie, a mieszkańcy wsi zaczęli omijać to miejsce łukiem. Garncarz jednak nie znalazł również spokoju ani w nowym domu, udał się po radę do księdza. Ten poradził postawić figurę  św. Jana Nepomucena aby odwrócić złe siły od jego domu. Garncarz wybudował pomnik, po odsłonięciu i poświęceniu figury w okolicy starej cegielni przestało straszyć.